# Csillag Amália
Csillag Amália, Spengler (Darázs, 1864 – Budapest, 1920. március 1.) színésznő.

## Életútja
Spengler Ferdinánd és Jakobovics Mária leányaként született. 1877-ben lépett színi pályára Sebők Lajos színigazgatónál, majd 1878-ban Várnay Fábiánnál szerepelt. 1881. március 1-jén házasságot kötött Hatvani Károly színésszel Miskolcon. Működött Budapest, Kolozsvár, Marosvásárhely, Szeged, Győr, Sopron, Temesvár, Pozsony, Miskolc és Szabadka színpadjain és különösen a népszínművekben és operettekben aratott sikert. Fia Hatvani Károly, színész.

## Fontosabb szerepei
- Serpolette (Robert Planquette(wd): A corneville-i harangok)
- Laura (Carl Millöcker: Koldusdiák).

## Működési adatai
1879: Szuper Károly; 1880: Balogh Alajos; 1881–83: Jakab Lajos, Miklósy; 1883: Szilágyi Béla; 1884-ben Kolozsvár; 1885: Jakab Lajos; 1886–87: Ditrói Mór, Nagy Vince; 1888: Hatvani Károly; 1889: Krecsányi Ignác; 1890: Tiszay Dezső; 1891–93: Makó Lajos; 1893: Tiszay Dezső; 1899–1902: Szendrey.